# Piz Bleis Marscha
Piz Bleis Marscha är en bergstopp i Schweiz.   Den ligger i regionen Albula och kantonen Graubünden, i den östra delen av landet, 180 km öster om huvudstaden Bern. Toppen på Piz Bleis Marscha är 3 128 meter över havet, eller 274 meter över den omgivande terrängen. Bredden vid basen är 3,6 km.
Terrängen runt Piz Bleis Marscha är bergig åt nordväst, men åt sydost är den kuperad. Närmaste större samhälle är St. Moritz, 12,1 km sydost om Piz Bleis Marscha. 
Trakten runt Piz Bleis Marscha består i huvudsak av gräsmarker. Runt Piz Bleis Marscha är det glesbefolkat, med 15 invånare per kvadratkilometer.